# Schwingel
Die Schwingel (Festuca) sind eine Pflanzengattung innerhalb der Familie der Süßgräser (Poaceae). Die Gattung Festuca ist mit etwa 650 Arten fast weltweit verbreitet (Kosmopolit).

## Beschreibung

### Vegetative Merkmale
Festuca-Arten sind ausdauernde krautige Pflanzen. Sie bilden Horste oder wachsen rasenförmig. Die Halme sind unverzweigt, aufrecht oder bogig bis gekniet aufsteigend.
Die wechselständig angeordneten Laubblätter sind in Blattscheide und -spreite gegliedert. Die Blattscheiden sind offen oder geschlossen. Die Ligula ist ein häutiger oft eingerissener oder zerfranster Saum. Die Blattspreiten sind in der Knospenlage zusammengerollt oder gefaltet. Die einfachen Blattspreiten sind gefaltet, eingerollt oder flach.

### Generative Merkmale
Festuca-Arten sind Rispengräser. Die rispigen Blütenstände sind aus mehreren gestielten Ährchen zusammengesetzt. Ihre Ährchen enthalten zwei bis meist vier oder wenigen Blütchen; sie sind seitlich abgeflacht. Die Blüten sind zwittrig und nur bei den Arten der Untergattung Hesperochloa eingeschlechtig und bei dieser Untergattung liegt Diözie vor. Von den zwei Hüllspelzen ist die untere einnervig, selten dreinervig; die obere ist breiter und gewöhnlich dreinervig, selten fünfnervig. Die Deckspelze ist am Rücken gerundet, sie ist nicht gekielt oder in der oberen Hälfte etwas gekielt und trägt oft eine Granne am oberen Ende. Die Vorspelze ist zweinervig und oben gerundet oder zweispitzig und etwa so lang wie die Deckspelze. Es sind drei Staubblätter vorhanden. Die Staubbeutel treten seitlich aus den Blütchen. Auch die Narben treten seitlich aus den Blütchen.
Die Karyopse ist frei oder mit Vorspelze oder Deckspelze verwachsen.

## Systematik und Verbreitung

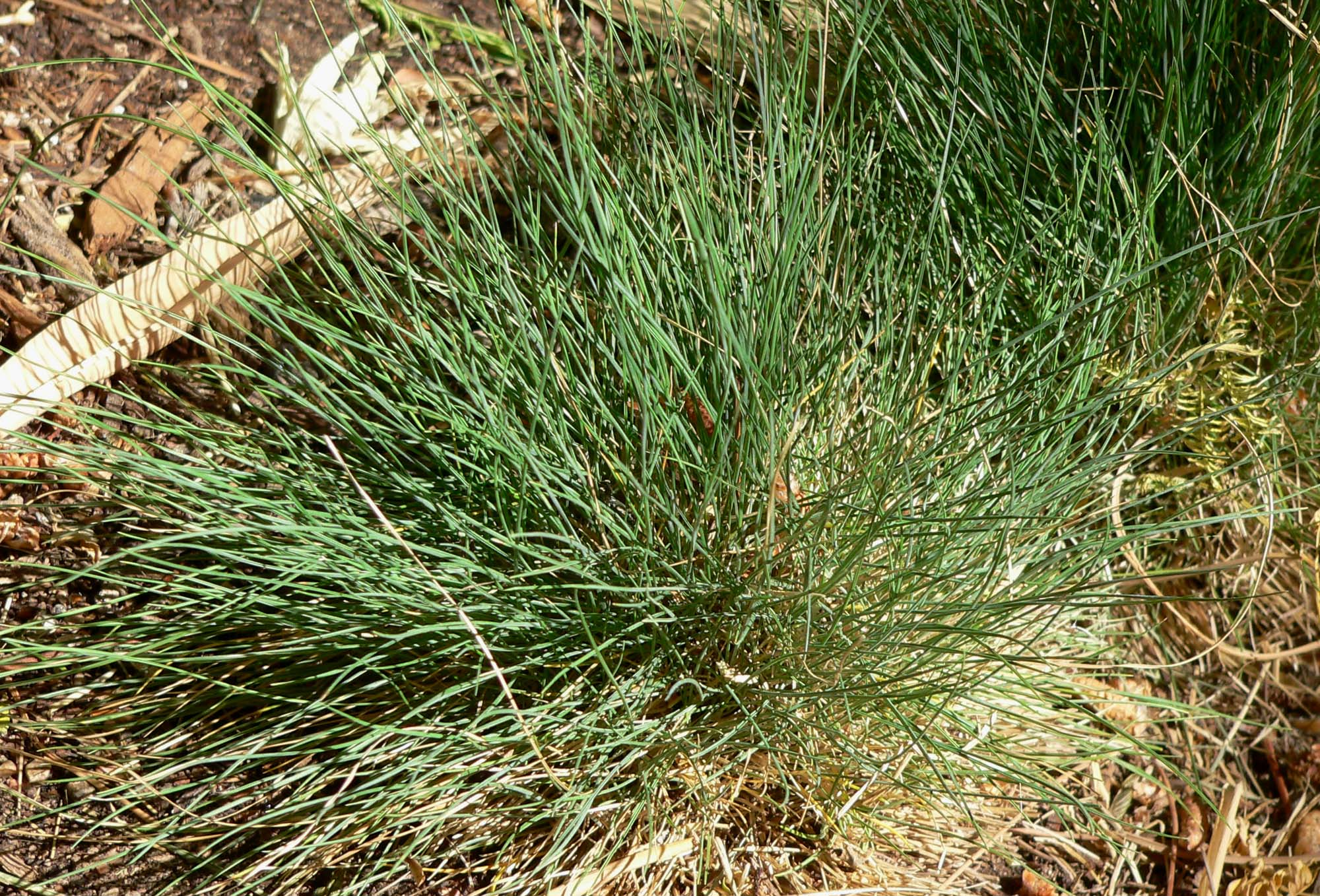
Amethyst-Schwingel (Festuca amethystina)

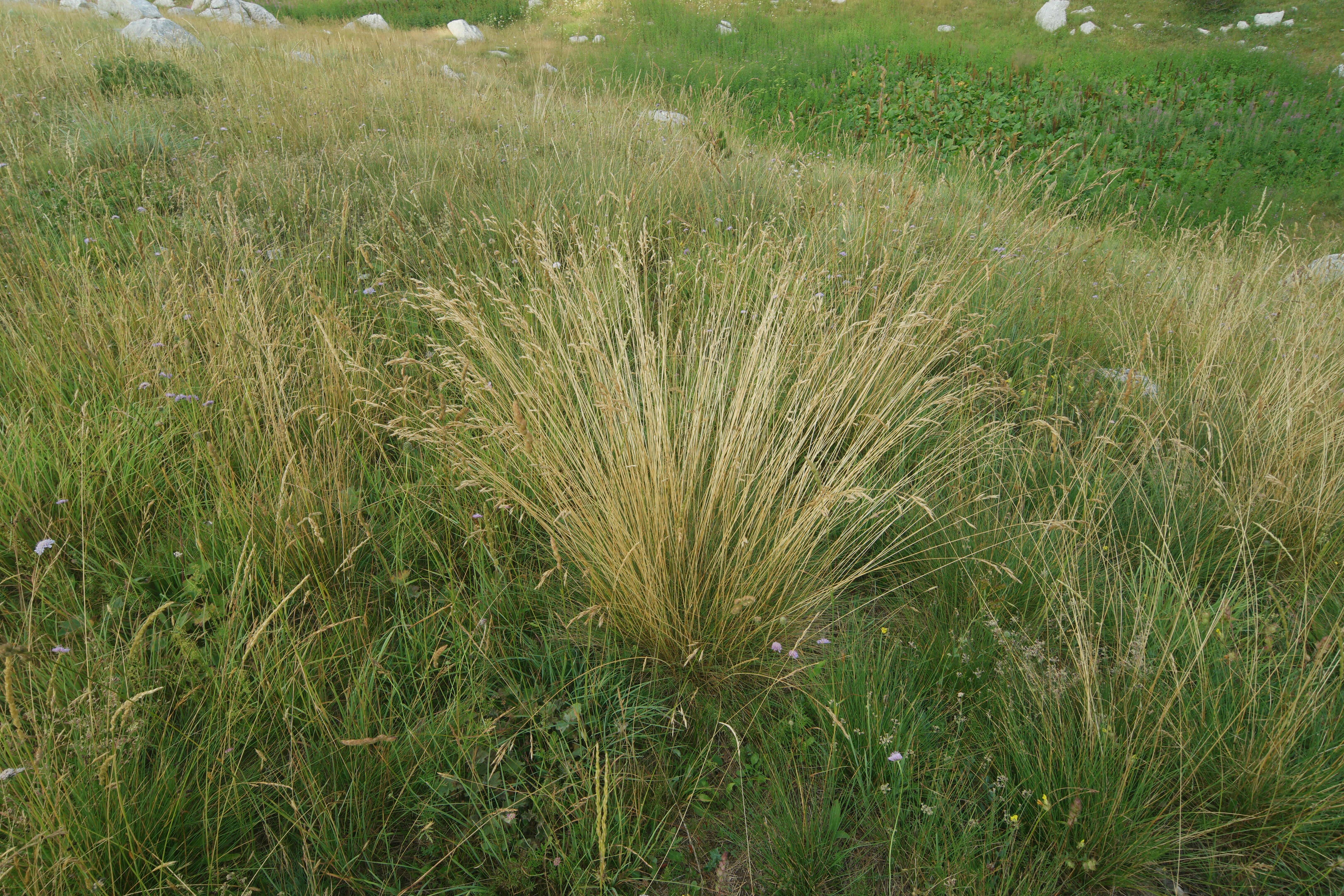
Bunt-Schwingel (Festuca bosniaca) am Naturstandort in Montenegro

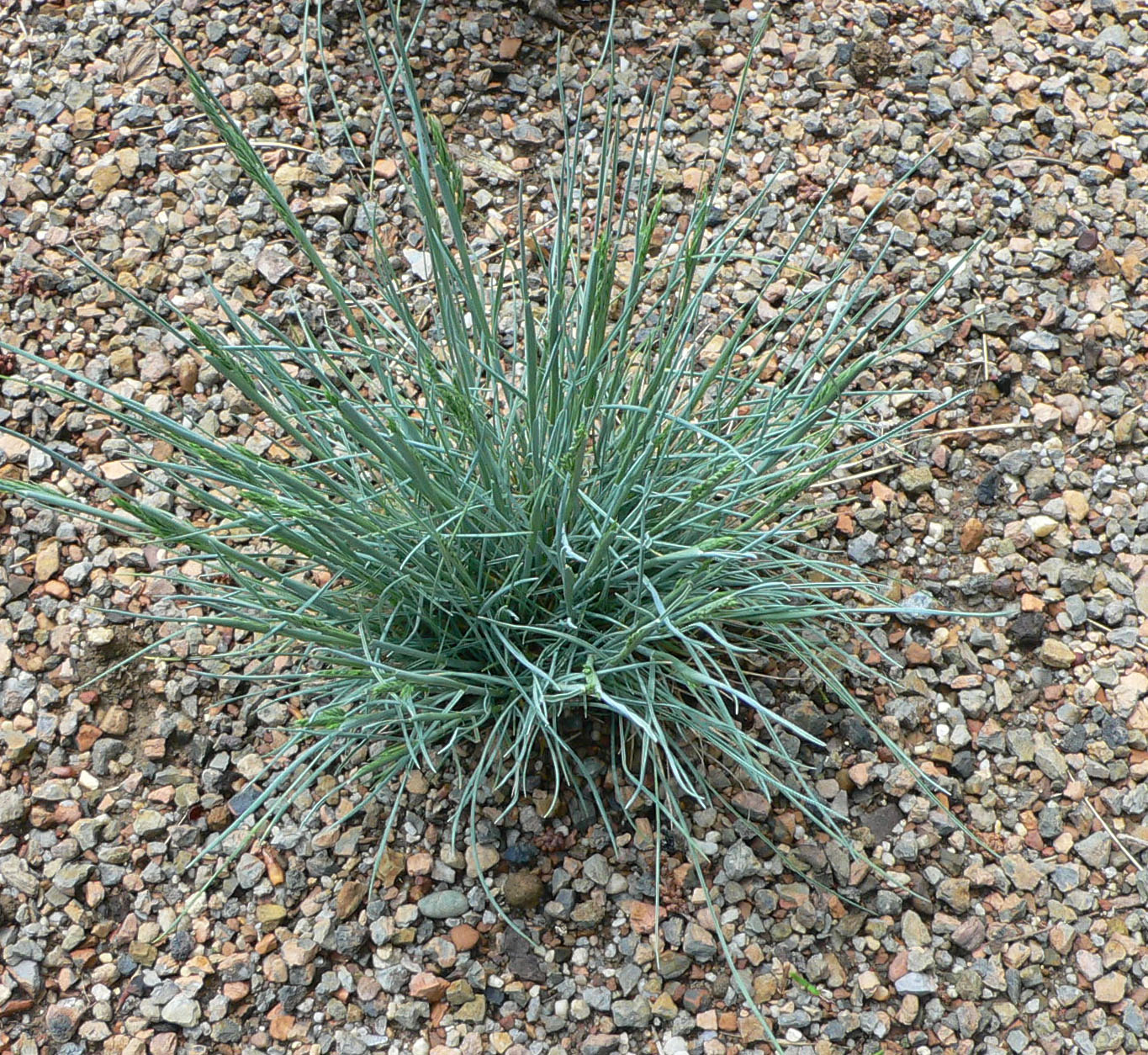
Blau-Schwingel (Festuca cinerea)

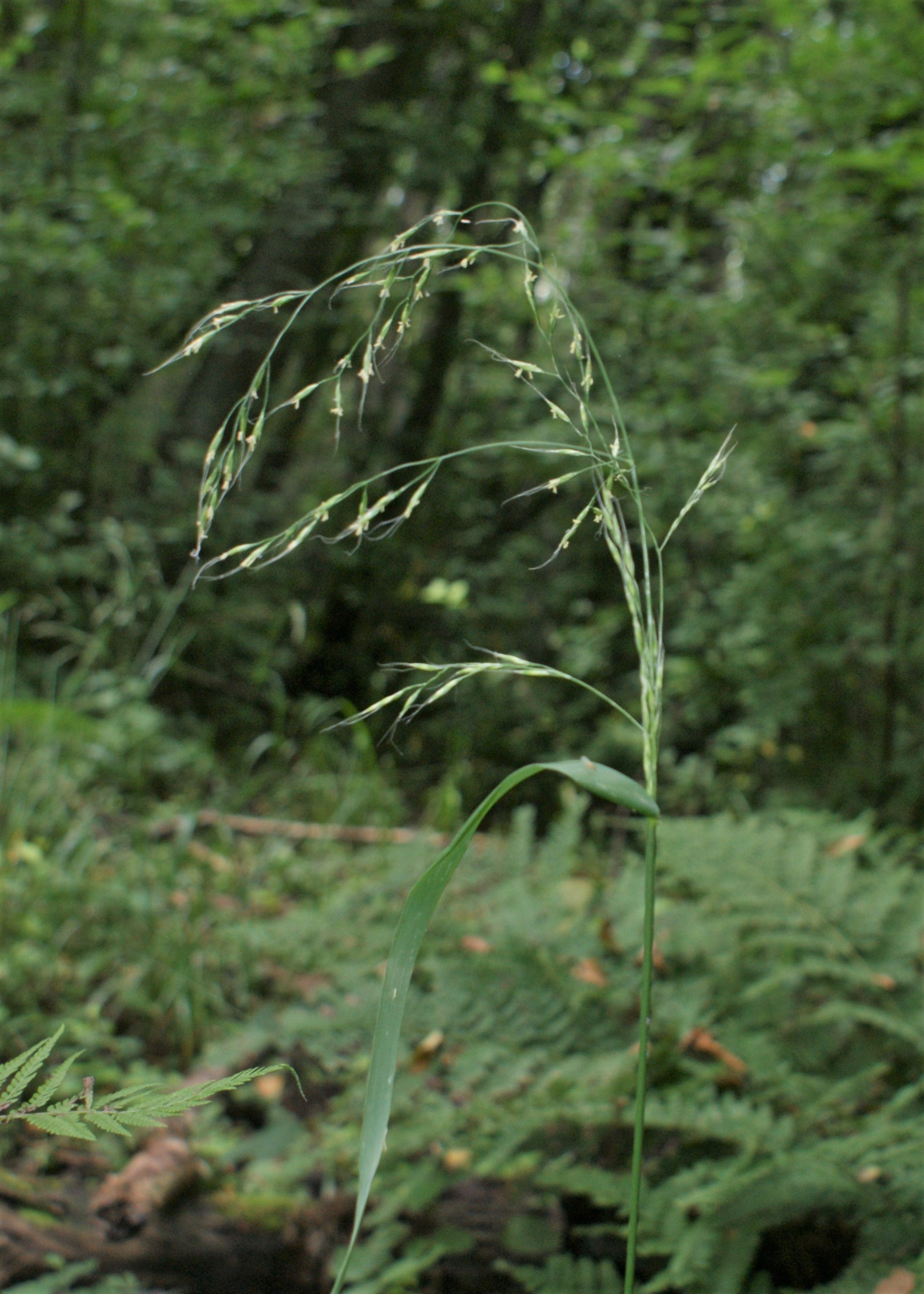
Riesen-Schwingel (Festuca gigantea)

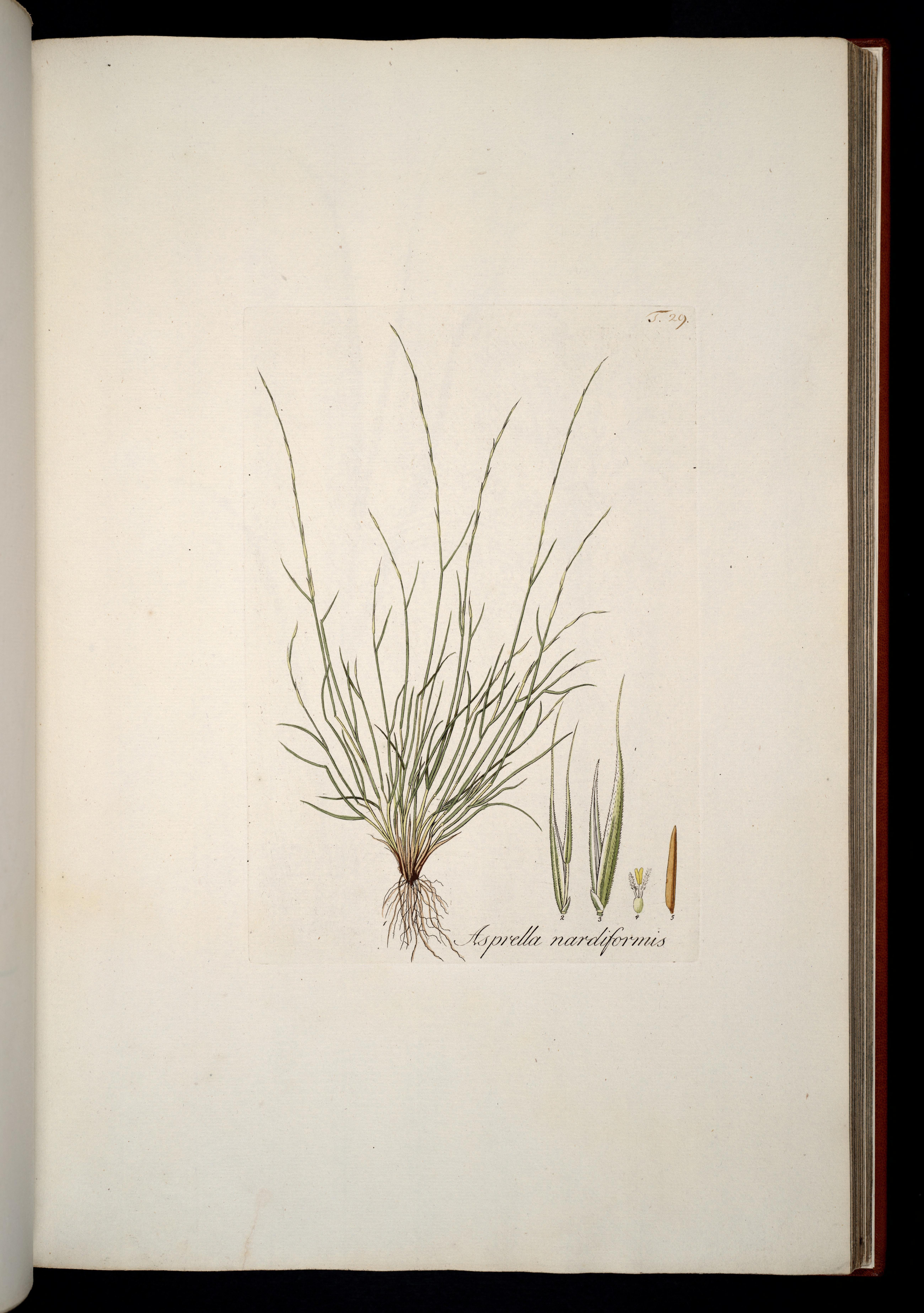
Borstenschwanzgras (Festuca incurva, Syn.: Psilurus incurvus), Illustration

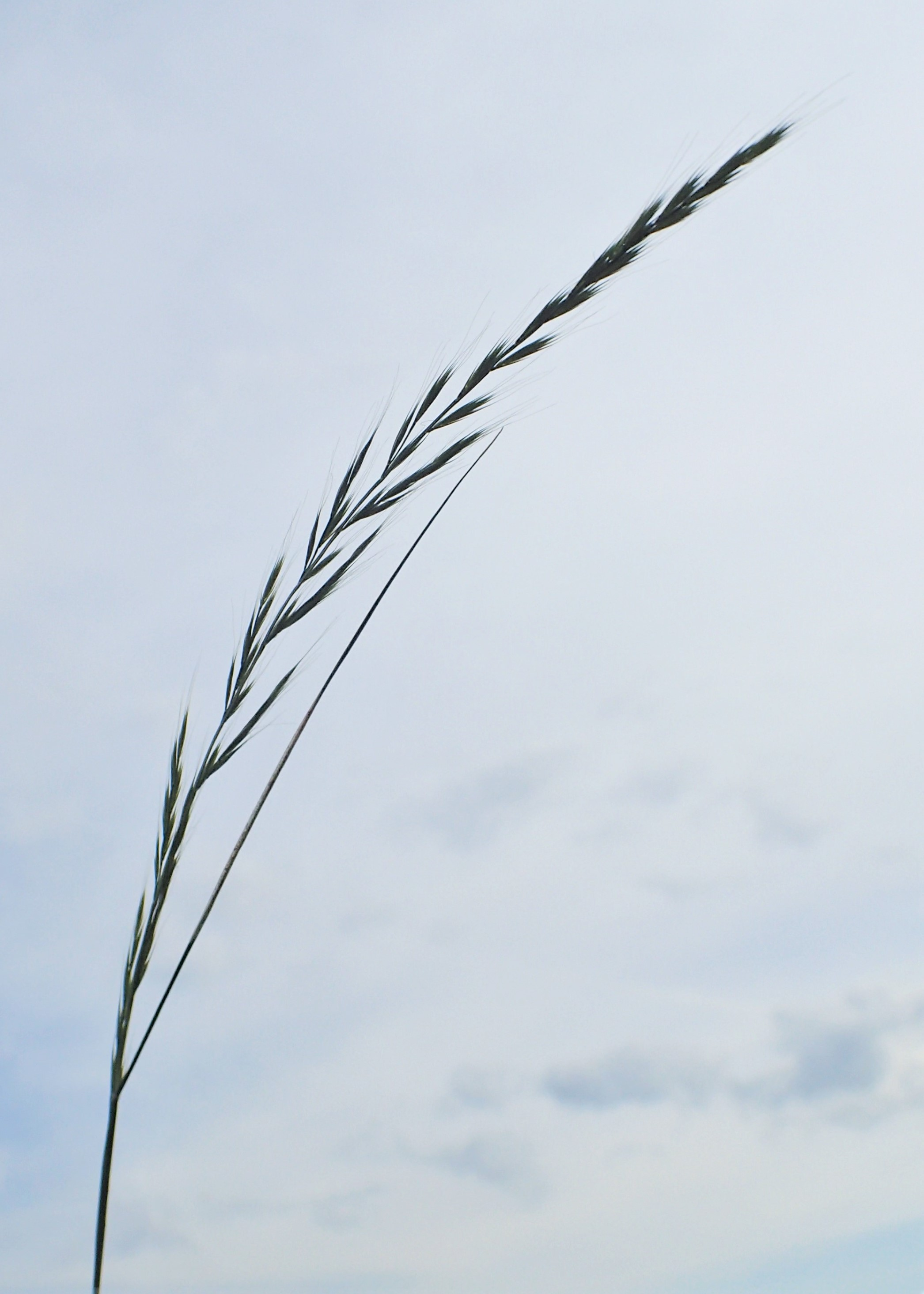
Mäuseschwanz-Federschwingel (Festuca myuros)

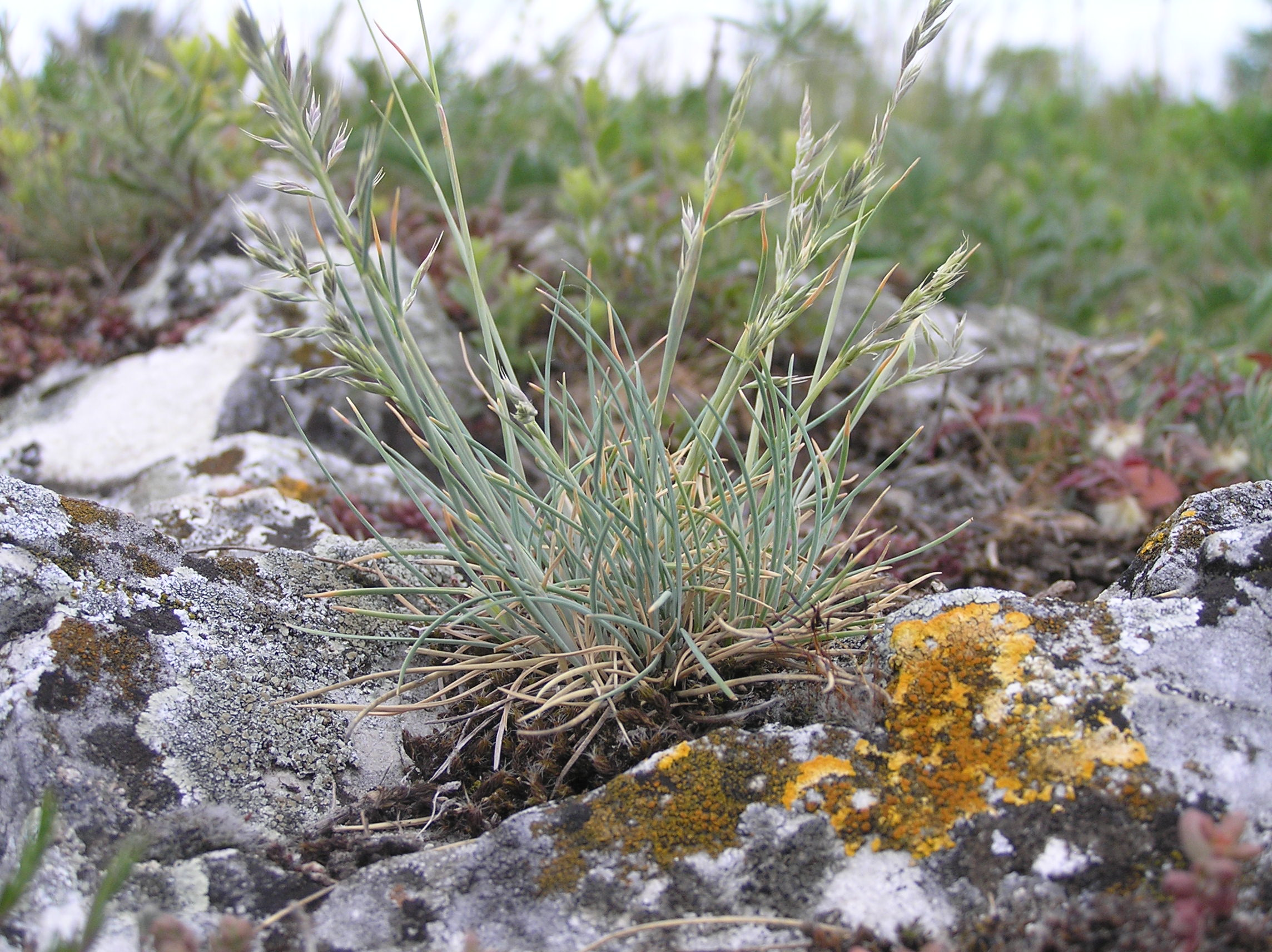
Bleicher Schwingel (Festuca pallens)

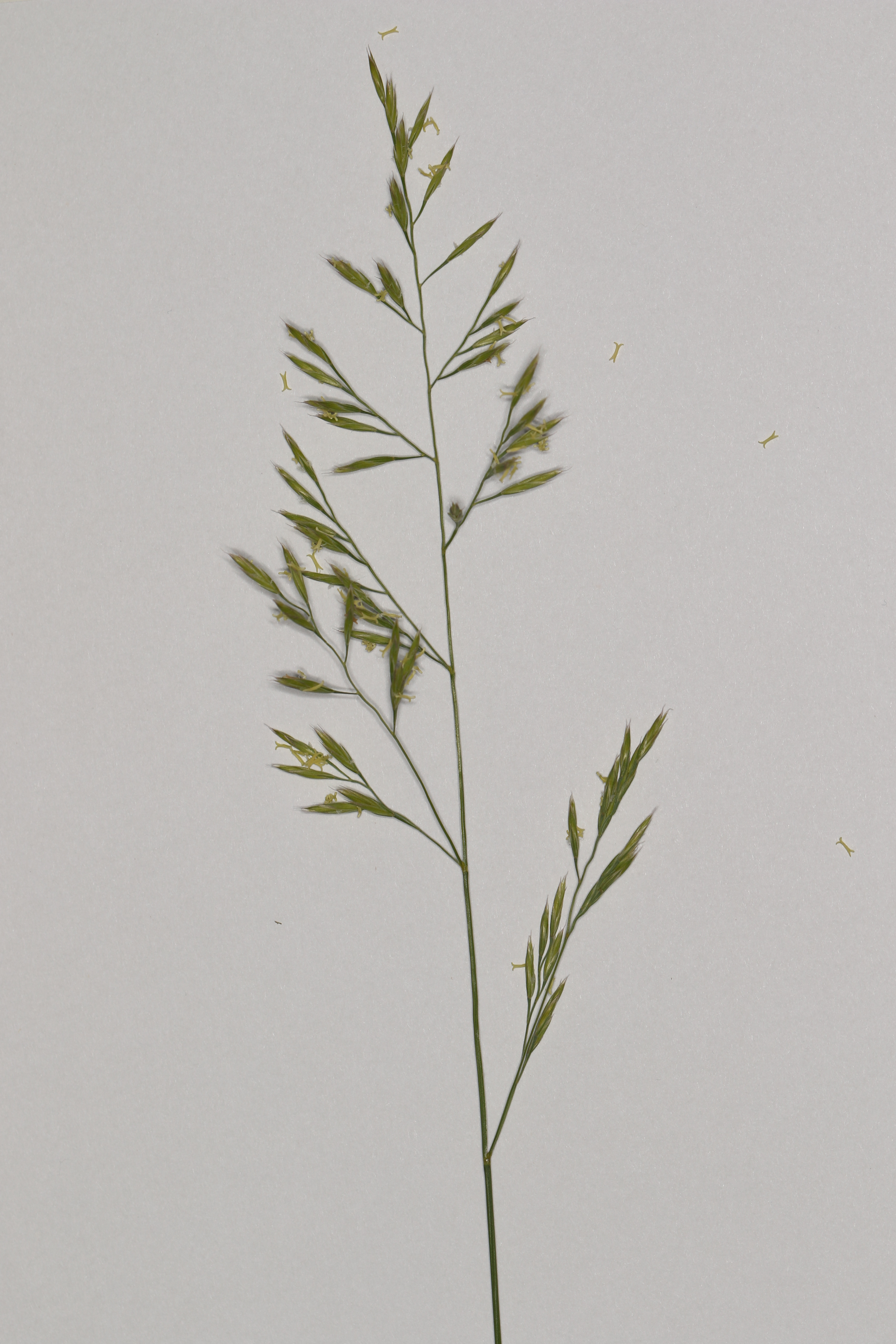
Rot-Schwingel (Festuca rubra)

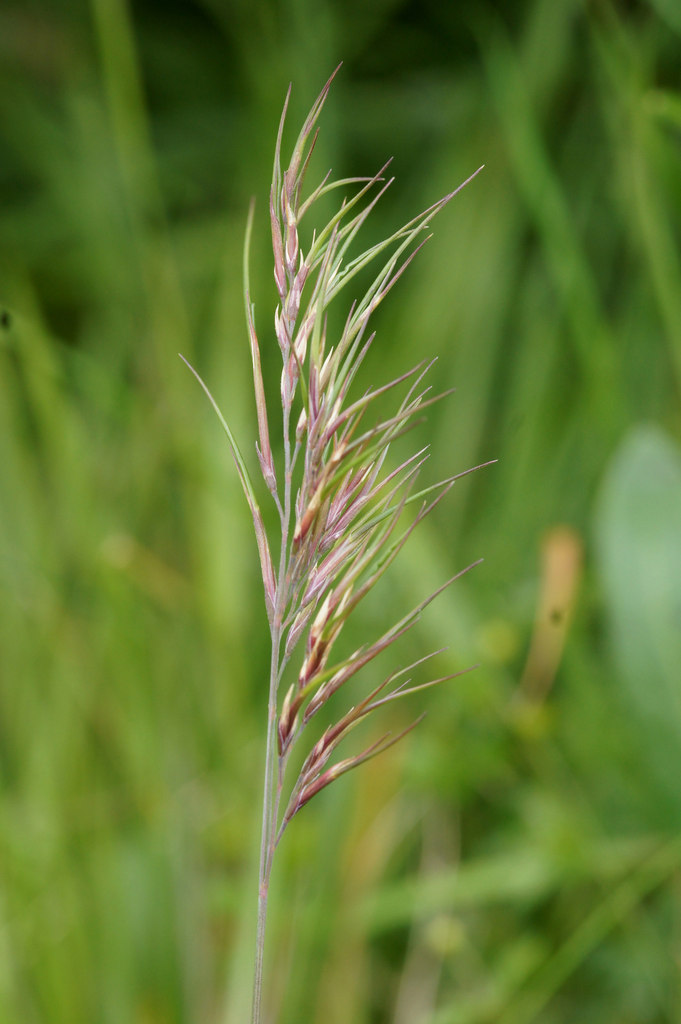
Brutknospen-Schwingel (Festuca vivipara)

Die Gattung Festuca wurde 1753 durch Carl von Linné in Species Plantarum, Tomus I, Seite 73 aufgestellt.
Es gibt etwa 650 Arten (Auswahl):
In Europa kommen folgende Arten vor (Auswahl):
- Alpen-Schwingel (Festuca alpina Suter): Er gedeiht in europäischen Gebirgen von den Pyrenäen über die Alpen bis zur Tatra.
- Wald-Schwingel (Festuca altissima All.): Das weite eurasische Verbreitungsgebiet reicht von Europa über den Kaukasusraum und Zentralasien bis Sibirien. Diese Art wird von manchen Autoren auch als Drymochloa sylvatica (Poll.) Holub in die Gattung Drymochloa gestellt.[4]
- Bewimperter Federschwingel (Festuca ambigua Le Gall, Syn.: Vulpia ciliata Dumort.): Er kommt von den Kanarischen Inseln und Nordafrika über Europa bis Zentralasien vor.[1]
- Amethyst-Schwingel (Festuca amethystina L.): Das Verbreitungsgebiet reicht von Europa bis zur Türkei und zum Kaukasusraum.
- Apennin-Schwingel (Festuca apennina De Not.; auch als Unterart subsp. apennina (De Not.) Hack. ex Hegi zu Festuca pratensis): Er gedeiht in den Alpen, im Apennin, auf Sizilien, Slowenien und in den Karpaten.
- Rohr-Schwingel (Festuca arundinacea Schreb.): Er kommt von Europa bis zur Türkei vor.
- Bunt-Schwingel Festuca bosniaca Kumm. & Sendtn.: Er ist ein amphi-adriatisches Florenelement und kommt nur in Bulgarien sowie Serbien vor.
- Trespen-Federschwingel (Festuca bromoides L., Syn.: Vulpia bromoides (L.) Gray): Er kommt in Makaronesien, von Europa bis zum Kaukasusraum, von der Sahara bis Kenia, im südwestlichen Kamerun und auf der südwestlichen Arabischen Halbinsel vor.[1] In Mitteleuropa wurde er in Deutschland besonders im Rheingebiet, im Elsass und in Österreich beobachtet.[5]
- Blau-Schwingel (Festuca cinerea Vill.): Er kommt nur in Südostfrankreich sowie Nordwestitalien vor.
- Bewimperter Federschwingel (Festuca danthonii Asch. & Graebn., Syn.: Vulpia ciliata Dumort.): Er kommt von den Kanaren und dem Mittelmeergebiet bis Zentralasien vor.[1] In Mitteleuropa wurde er in Belgien, in den Niederlanden, in der Schweiz, im Elsass, in Baden-Württemberg, in Österreich und in Südtirol beobachtet.[5]
- Festuca eskia Ramond ex DC.: Sie gedeiht nur in den Pyrenäen.
- Büscheliger Federschwingel (Festuca fasciculata Forssk., Syn.: Vulpia fasciculata (Forssk.) Fritsch, Festuca uniglumis Aiton):[6] Er kommt vom Mittelmeergebiet bis zum Kaukasus vor und wurde in Deutschland in Rheinland-Pfalz[7] und in Schleswig-Holstein beobachtet.[1][5]
- Festuca flavescens Bellardi: Sie kommt in den Südwestalpen von Frankreich und Italien vor.[1]
- Haar-Schwingel (Festuca filiformis Pourr., Syn.: Festuca tenuifolia Sibth.): Er kommt von Europa bis zum Kaukasusraum und in Nordwestafrika vor.[1]
- Bärenfell-Schwingel (Festuca gautieri (Hack.) K.Richt.): Er kommt nur in Südwestfrankreich sowie Nordostspanien vor.
- Riesen-Schwingel (Festuca gigantea (L.) Vill.): Er ist von Europa über den Kaukasusraum und Zentralasien bis Sibirien verbreitet.
- Harter Schwingel (Festuca guestfalica Boenn. ex Rchb.): Er kommt in Nordwest- und in Mitteleuropa vor.[1]
- Felsen-Schwingel (Festuca halleri All.): Er gedeiht in den Alpen von Frankreich, Schweiz, Italien, Österreich und dem früheren Jugoslawien.[1]
- Verschiedenblättriger Schwingel (Festuca heterophylla Lam.): Er kommt in Europa, in der Türkei und im Kaukasusraum vor.
- Borstenschwanzgras (Festuca incurva (Gouan) Gutermann, Syn.: Psilurus incurvus (Gouan) Schinz & Thell., Psilurus nardoides Trin.): Es ist vom Mittelmeerraum bis Zentralasien und Pakistan verbreitet.[1]
- Mittlerer Felsen-Schwingel (Festuca intercedens (Hack.) Lüdi ex Becherer): Er gedeiht in den Alpen von Frankreich bis Slowenien, fehlt in Deutschland.
- Jura-Schwingel (Festuca jurana Gren. ex Nym., Syn.: Festuca pulchella subsp. jurana (Gren.) Markgr.-Dann.): Er gedeiht nur im Jura und in den Alpen.
- Kies-Federschwingel (Festuca lachenalii (C.C.Gmel.) Spenn., Micropyrum tenellum (L.) Link): Er kommt im Mittelmeerraum vor. Er kommt in Mitteleuropa im Elsass und bei Nürnberg vor und ist in Baden-Württemberg ausgestorben.[5]
- Schlaffer Schwingel (Festuca laxa Host, Syn.: Leucopoa laxa (Host) H.Scholz & Foggi): Er gedeiht nur in den Südostalpen; in Österreich kommt er in den Karawanken und in den Sanntaler Alpen vor.[5]
- Strand-Federschwingel (Festuca maritima L., Syn.: Vulpia unilateralis (L.) Stace): Er kommt von Westeuropa und Nordafrika bis zum Himalaja vor.[1] In Mitteleuropa kommt er in Belgien, in der Schweiz im Jura, im Elsass, in Nordrhein-Westfalen (Düren, Dortmund) und in Sachsen-Anhalt (Halberstadt) vor.[5]
- Dünnhäutiger Federschwingel (Festuca membranacea (L.) Druce, Syn.: Vulpia membranacea (L.) Dumort., Festuca pyramidata Schrad.):[6] Er kommt von Belgien bis zum Mittelmeergebiet vor.[1] In Deutschland wurde er in Niedersachsen und in Rheinland-Pfalz[7] beobachtet.[5]
- Mäuseschwanz-Federschwingel (Festuca myuros L., Syn. Vulpia myuros (L.) C.C.Gmel.): Er kommt von Europa bis Taiwan und Sri Lanka und von Makaronesien bis zur Arabischen Halbinsel und Kenia vor.[1]
- Norischer Schwingel (Festuca norica (Hack.) K.Richt.): Er kommt von den Ostalpen, Slowenien, Österreich, Schweiz, Deutschland (Karwendel, Berchtesgadner Alpen), Italien vor.[5]
- Schaf-Schwingel (Festuca ovina agg.): eine Artengruppe mit zahlreichen Kleinarten, beispielsweise:
  - Galmei-Schaf-Schwingel (Festuca aquisgranensis Patzke & G.K.Br.); Verbreitungsgebiet: Belgien
  - Raublättriger Schaf-Schwingel (Festuca brevipila R.Tracey): Er kommt in Europa, vielfach verschleppt, synanthrop in Nordamerika und Australien.
  - Furchen-Schaf-Schwingel(Festuca rupicola Heuff.)[8]
  - Eigentlicher Schaf-Schwingel (Festuca ovina L.)
- Bleicher Schwingel (Festuca pallens Host): Er kommt in Mittel- und in Osteuropa vor.[1]
- Festuca panciciana (Hack.) K.Richt.: Sie gedeiht nur von der nördlichen bis zentralen Balkanhalbinsel.[2]
- Gold-Schwingel (Festuca paniculata (L.) Schinz & Thell.): Er kommt von Europa bis Nordafrika vor. Er wird von manchen Autoren auch als Patzkea paniculata (L.) G.H.Loos in die Gattung Patzkea gestellt.[1]
- Gescheckter Schwingel (Festuca picturata Pils, Syn.: Festuca picta Schult.): Er kommt in Italien, Österreich, Slowenien, Polen, in der Slowakei, in der Ukraine, in Bulgarien und in Bosnien-Herzegowina vor.[4]
- Festuca polita (Halácsy) Tzvelev var. cretica Markgr.-Dann.: Dieser Endemit kommt nur auf Kreta vor.
- Wiesen-Schwingel (Festuca pratensis Huds.): Er ist in Eurasien weitverbreitet.
- Dunkelvioletter Schwingel oder Schwärzlicher Schwingel (Festuca puccinellii Parl., Syn.: Festuca nigricans (Hack.) K.Richt.): Er gedeiht in den Alpen, im Apennin sowie im Jura.
- Schöner Schwingel (Festuca pulchella Schrad.; Syn.: Leucopoa pulchella (Schrad.) H.Scholz & Foggi, Lolium pulchellum (Schrad.) P.Englmaier): Er gedeiht in 2 Unterarten in den Alpen sowie im Jura.[5]
- Niedriger Schwingel (Festuca pumila Chaix, Syn.: Festuca quadriflora auct.): Er gedeiht von den Pyrenäen bis zu den Alpen.
- Ritschls Schwingel (Festuca ritschlii (Spribille) Patzke & G.H.Loos, Syn.: Festuca amethystina subsp. ritschlii (Spribille) Lemke ex Markgr.-Dann.): Verbreitungsgebiet: Bayern, Tschechien, Slowakei, Polen. Wird von manchen Autoren aber auch nur als Synonym zu Festuca amethystina L. gestellt[1].
- Rot-Schwingel (Festuca rubra agg.), eine Artengruppe mit mehreren Kleinarten, beispielsweise:
  - Dünen-Rot-Schwingel (Festuca arenaria Osbeck, Syn.: Festuca rubra subsp. arenaria (Osbeck) F.Areschoug); Verbreitungsgebiet: Küste von Nordwest- und Nordeuropa, Nord- und Ostseeküste, Baltikum.[5]
  - Flachblättriger Rot-Schwingel (Festuca heteromalla Pourr.)
  - Horst-Rot-Schwingel (Festuca nigrescens Lam.)
  - Gewöhnlicher Rot-Schwingel (Festuca rubra L.)
  - Salzwiesen-Rot-Schwingel (Festuca salina Natho & Stohr, Syn.: Festuca rubra subsp. litoralis (G.Meyer) Auquier)
  - Haarblättriger Rot-Schwingel (Festuca trichophylla (Ducros ex Gaudin) K.Richt.)
  - Binsen-Rot-Schwingel (Festuca unifaria Dum., Syn.: Festuca rubra subsp. juncea (Hack.) K.Richt.)
- Gämsen-Schwingel (Festuca rupicaprina (Hack.) Kern.): Er gedeiht in den Zentralalpen und Ostalpen in Deutschland, der Schweiz, Österreich und im früheren Jugoslawien.[1]
- Rauhalm-Bunt-Schwingel (Festuca scabriculmis (Hack.) K.Richt.): Die drei Unterarten kommen nur in den Südalpen von Frankreich, der Schweiz und Italien vor.[1][5]
- Festuca stricta Host: Sie kommt in Mittel- und in Südosteuropa vor.[1]
- Walliser Schwingel (Festuca valesiaca Schleich. ex Gaud.): Er kommt von Mitteleuropa bis zum Iran und bis Ostasien vor.[1][3]
- Bunter Schwingel (Festuca varia Haenke): Er kommt in mehreren Unterarten von den Gebirgen Europas bis zum Kaukasus vor.[1]
- Brutknospen-Schwingel (Festuca vivipara (L.) Sm.): Er ist von Nordeuropa über Sibirien sowie Grönland bis Nordamerika verbreitet.
- Violett-Schwingel (Festuca violacea Schleicher ex Gaudin): Die etwa vier Unterarten kommen in Mittel- und Südosteuropa vor.[1]

Manche Autoren stellen beispielsweise die folgenden Arten nicht zu Festuca, sondern zu Lolium:
- Festuca arundinacea Schreb. => Lolium arundinaceum (Schreb.) Darbysh.
- Festuca gigantea (L.) Vill. => Lolium giganteum (L.) Darbysh.
- Festuca mazzettiana E.B.Alexeev => Lolium mazzettianum (E.B.Alexeev) Darbysh.
- Festuca pratensis Huds. => Lolium pratense (Huds.) Darbysh.

## Nutzung
Am bekanntesten ist der Rot-Schwingel (Festuca rubra), da er in vielen Rasenmischungen vorkommt. Aufgrund seines sehr feinen Blattes und des dichten Wuchses eignet sich der Rot-Schwingel für anspruchsvolle Rasenflächen. In Landschaftsrasenmischungen findet Festuca ovina als trockenheitsverträgliche Art Verwendung.
Als Ziergräser werden weitere Arten in Staudenpflanzungen verwendet. Als niedrige Horstgräser nutzt man Festuca glauca und Festuca ovina, als polsterförmig wachsende Art Festuca scoparia und als hohes Horstgras Festuca mairei.